# Années 1400
Les années 1400 couvrent la période de 1400 à 1409.

## Évènements
- Vers 1400 :

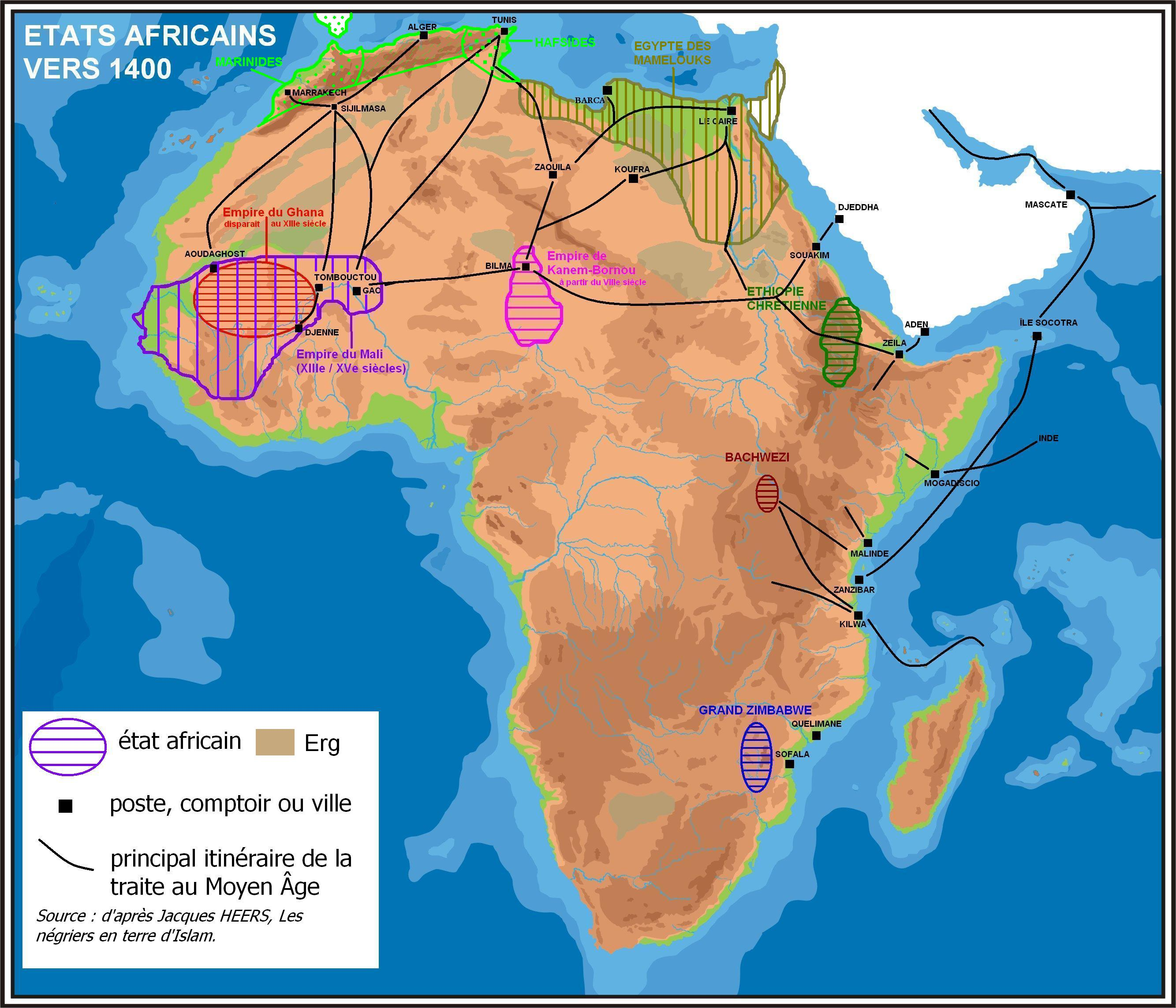
L'Afrique vers 1400

  - les Mossi du Yatenga occupent les provinces orientales du Mali jusqu’aux environs du lac Débo[1]. Sous le règne de Sonni Ma Dogo (le géant), le Songhaï, attaque le Mali affaibli par les Mossi et pille la capitale[2] Niani[3].
  - extinction de la culture Hohokam en Arizona. De nombreux sites sont abandonnés[4].
  - le prince javanais Parameswara installé à Malacca dès la fin du XIVe siècle commence par piller les navires qui vont de l’Inde vers les îles de l’Est, puis se contente, avec l’accord des navigateurs, d’imposer des droits coutumiers à l’escale de Malacca[5],[6].

- 1400-1404 : Tamerlan attaque la Syrie des Mamelouks et l'empire ottoman en Anatolie[7].
- 1402-1413 : après la bataille d'Ankara l'empire ottoman est en proie à la guerre civile entre les fils de Bayezid Ier[8].
- 1405 : déclin de l'Empire timuride à la mort de Tamerlan[7].
- 1405-1433 : voyages de l'amiral chinois eunuque Zheng He vers l'Indonésie, l'Inde, l'Arabie et la côte Est de l'Afrique. Il mène sept expéditions qui conduisent à l’hégémonie navale de la Chine sur les mers de la Sonde et sur l’océan indien (1405-1424): Champā, Cambodge, Siam, Malacca, Java, Sumatra, Ceylan, Bengale et Inde méridionale. Les escadres chinoises sont présentes à Ormuz, à Aden et à Djedda. À deux reprises, la flotte touche la côte orientale de l’Afrique[9].
- 1406-1420 : Yongle, deuxième empereur de la Dynastie Ming, fait construire une nouvelle capitale à Pékin[10]. Au centre se trouve la cité-palais (aujourd’hui Cité interdite), avec les résidences et les salles d’audience impériales. La ville s’ordonne autour de ce complexe, avec les bureaux des eunuques de l’administration, les jardins, les parcs, les magasins et les fabriques. Un rempart de terre pilée paré de brique entoure toute la cité, qui mesure 6,5 km sur 5,5 km. Pékin, inaugurée en 1421, devient la ville la plus peuplée du monde de 1425 à 1650 avec environ 672 000 habitants en 1500 [11].
- 1406-1427 : domination chinoise au Đại Việt (Viêt Nam)[9].
- 1408 : dernier document écrit concernant la colonisation scandinave au Groenland (mariage à Hvalsey). Le territoire est abandonné à la suite de plusieurs hivers très rigoureux[12].

- Le confucianisme, interprété de manière rigoureuse, devient religion officielle en Chine[13] et sert de base à l’absolutisme des Ming.

### Europe
- 1402-1413 prédication de Jean Hus à la chapelle de Bethléem à Prague. Avec son ami Jérôme de Prague, il diffuse les idées de John Wyclif à partir de 1408, critique violemment la vente des indulgences et demande le retour de l'Église à la pauvreté[14].
- Après 1403 : Manuel II Paléologue, de retour d’Occident (1403), décide la réunion de tous les enseignements dans le même édifice, le Musée Universel (Katholikon Mouseion), que dirigent un des quatre « juges généraux des Romains », dont les plus remarquables seront Jean Argyropoulos et Georges Scholarios[15]. On y enseigne la philosophie et la rhétorique mais on s’efforce de saisir le sens profond des textes anciens. L’Université retrouve le goût des sciences exactes dans la tradition alexandrine. Dès la fin du siècle, la vogue de l’enseignement byzantin atteint l’occident.
- 1404-1408 : le pouvoir royal se raffermit en Hongrie en dépit des nombreuses absences du roi Sigismond à l’étranger, pendant lesquelles le palatin Miklós Garai II exerce le pouvoir. Il joue un rôle primordial dans les innovations apportées à la législation après 1405 : convocation d’une assemblée de 250 municipalités autonomes, confirmation de leur juridiction, promulgation du droit de libre établissement des paysans, unification des impôts, renforcement de la sécurité et de la protection des personnes, mesures favorisant la liberté du commerce[16].
- 1405-1406 : le doge de Venise Michele Steno (1400-1413) met à profit l’affaiblissement des Hongrois et des Habsbourg aux prises avec les Turcs pour abattre les Carrare de Padoue et les Della Scala de Vérone dont les ambitions territoriales devenaient menaçantes[17].
- 1406 : Florence contrôle la république de Pise[18].
- 1407 : le meurtre de Louis d'Orléans déclenche une guerre civile entre Armagnacs et Bourguignons en France alors que la guerre de Cent Ans se poursuit[19].

## Personnages significatifs
- Alexandre Ier de Moldavie - Amédée VIII de Savoie -  Art MacMurrough - Bayezid Ier - Boniface IX - Charles VI de France - David Ier d'Éthiopie - Éric de Poméranie - Faraj - Ferdinand Ier d'Aragon - Henri III de Castille - Henri IV d'Angleterre - Huitzilihuitl - Jan Hus - Ibn Khaldoun - Innocent VII - Isabeau de Bavière - Jean II de Castille - Jean II Le Meingre - Jean VII Paléologue - Kara Youssouf - Ladislas Ier de Naples - Ladislas II Jagellon - Ladislas Ier de Naples - Louis Ier d'Orléans - Jean Ier de Bourgogne - Jean Marie Visconti - Louis II d'Anjou - Manuel II Paléologue - Marguerite Ire de Danemark - Martin Ier d'Aragon - Martin Ier de Sicile - Mehmed Ier - Milica de Nemanja - Mircea Ier l'Ancien - Olivier V de Clisson - Owain Glyndŵr - Parameswara - Philippe II de Bourgogne - Pedro de Luna - Robert Ier du Saint-Empire - Robert III d'Écosse - Shah Rukh - Sigismond de Hongrie - Stefan Lazarević - Klaus Störtebeker - Tamerlan - Ulrich von Jungingen - Vassili Ier de Russie - Vytautas le Grand - Yongle - Yoshimitsu Ashikaga - Carlo Zeno - Zheng He